# Бжесьце (Скаржиський повіт)
Бжесьце (пол. Brzeście) — село в Польщі, у гміні Бліжин Скаржиського повіту Свентокшиського воєводства.
Населення — 279 осіб (2011).
У 1975-1998 роках село належало до Келецького воєводства.

## Демографія
Демографічна структура на день 31 березня 2011 року:
|          | Загалом | Допрацездатний вік | Працездатний вік | Постпрацездатний вік |
| -------- | ------- | ------------------ | ---------------- | -------------------- |
| Чоловіки | 137     | 23                 | 98               | 16                   |
| Жінки    | 142     | 19                 | 82               | 41                   |
| Разом    | 279     | 42                 | 180              | 57                   |